# カネソウ
カネソウ株式会社（英: KANESO Co., LTD.）は、マンホール蓋、溝蓋、排水金具等の金属金具の建材を製造・販売する総合建築建材メーカーである。名古屋証券取引所メイン市場単独上場銘柄である。

## 主力製品・事業
- マンホール蓋
- 溝蓋
- 排水金具
- 免震構造用エキスパンションジョイント
- スリットみぞ蓋
- 鋼製溝付スリットみぞ蓋
- 車止め
- ルーフドレン
- フロアーハッチ
- ピット金物
- 化粧用鉄蓋
- スチール製グレーチング
- ステンレス製グレーチング

## 主要事業所
- 本社 - 三重県三重郡朝日町大字縄生81番地
- 朝日工場 - 三重県三重郡朝日町大字縄生81番地
- 東京支店 - 東京都港区新橋六丁目9番5号
- 大阪営業所 - 大阪府大阪市西区西本町一丁目3番10号 信濃橋富士ビル10F
- 仙台営業所 - 宮城県仙台市青葉区大町一丁目1番8号 第3青葉ビル9F
- 福岡営業所 - 福岡県福岡市博多区博多駅前四丁目8番15号 博多鳳城ビル6F

## 沿革
- 1922年 - 桑名市大字桑名344番地にて創業。
- 1950年 - 有限会社小林鋳造所として設立。
- 1971年 - 本社・工場を三重県三重郡川越町に移転。
- 1979年 - カネソウ株式会社に組織変更。
- 1982年 - 東京営業所を開設。
- 1988年 - 日本工業規格表示許可工場　JIS G 5502 球状黒鉛鋳鉄品　に認定される。
- 1991年 - 資本金を3億2,000万円とする。
- 1993年 - 大阪営業所を開設。
- 1994年 - 下水道用資器材製造工場に認定される。
- 1996年 - 品質保証システムの国際規格ISO9001の認証を取得。
- 1997年 - 名古屋証券取引所第2部に株式を上場。
- 1997年 - 資本金を18億2,000万円とする。
- 1997年 - 環境管理システムの国際規格ISO14001の認証を取得。
- 1997年 - 仙台営業所を開設。
- 1998年 - 福岡営業所を開設。
- 1999年 - 100％出資、資本金1,000万円にてマイウエア株式会社を設立。
- 2006年 - 新JISマーク表示制度に基づき、JIS表示の認証を取得。
- 2012年 - 創業90周年を迎える。

## 関連会社

### 国内グループ企業
- マイウエア株式会社